# 마멘키사우루스
마멘키사우루스(Mamenchisaurus)는 중생대 쥐라기 후기(약 1억 6,000만년 전~1억 4,500만년 전), 오늘날 아시아 대륙에 서식한 4족보행의 대형 초식공룡이다. 용반목-용각아목-마멘치사우루스과에 속하는 종이다. 화석은 중국 사천성 부근에서 발견되었다. 전체 몸 길이는 약 22m~35m, 체중은 20t~80t 가량으로 추정되고있다. 이런 말도 안되는 크기에 학자들은 마멘키사우르스에 속하는지 불확실 하고도 덧붙였다. 15m이상이나 되는 긴 목은 19개의 긴 뼈로 이루어져 있다. 꼬리에 작은 뼈뭉치가 있어 육식공룡으로부터 방어하는 데 쓰였다. 이 뼈에 어깨뼈가 부러진 신랍토르 화석이 발견된 적 있다. 어린 새끼는 포식자의 공격을 자주 받았으나, 성체는 너무 커 천적이 없었다.